# Uwants討論區
Uwants討論區（英語：Uwants），是中國大陸和香港的一個網上論壇，以Discuz!6.0程式運作。中資騰訊為重要投資者，並由UWANTS香港有限公司營運，以網站廣告為主要收入來源。Uwants初期是理想論壇一個帶有色情網站爭議的聊天室，創辦人梁先生（Dicky Leung）在專訪上定性那是「健康寫真」的貼圖區。網站發展了幾年就請來葛文輝聲演電視廣告並刊登上香港免費電視的《宣傳易》，更聘請巴士阿叔陳乙東為其形象代言人，再動用性感少女模特兒在旺角街頭做宣傳。為解決市場競爭的影響，2007年的Uwants與香港討論區合併成現時的一間公司以進行合作壟斷市場的計劃。香港國際仲裁中心資料顯示，「Uwants Company Limited」曾就Uwants.com.hk的域名向「IP MIRROR (HONG KONG) LIMITED」提出訴訟，最終勝訴並獲得該域名。
現時Uwants是一個中國大陸網站，各項排名持續落伍。Alexa公司指出，近一半訪問數據來自中華人民共和國國內，而網站的中國國內排名伍萬左右。不過，數據更顯示Uwants在使用量方面有長期下降情況。2018年年初到年尾的Uwants在全球網站排名下跌近一千位，10月時排5,087名。而SimilarWeb的排名數據同樣指出Uwants排名和用戶量有長期下跌問題，10月時Uwants是世界排名10,194的網站，類別排名下跌了1,036名。非營利組織GreatFire指出，Uwants過去多年曾遭到中國防火長城的封鎖，在中國大陸只能翻牆瀏覽。

## 部份歷史

### 2006年
5月12日，Uwants有中學會考考生指受到來自監考員的冤屈，而投訴聖言中學的試場主任。當時，報章報道並指控考評局對公開試學生進行「白色恐怖」，Uwants這個例子只是其中之一。
6月，Uwants聘請了巴士阿叔任其「代言人」。
8月26日，Uwants用戶聲言，自製炸彈並「炸迪迪尼」而被警方帶走，須要賠錢。

### 2007年
2月，Uwants遭 Sony Computer Entertainment Inc.(Hong Kong) 法律警告關閉侵權的PSP下載區。
4月15日，有會員不滿論壇近年不斷侵害香港的言論自由， 發起「反Uwants大聯盟」。
5月10日，Uwants制造了香港首宗因為張貼超連結而入獄的案例。有會員發表色情內容而遭香港警方刑事檢控，其後Uwants關閉「成人貼圖區」，事件被刊登在香港四大報章頭版上。胡大偉（網名：fireman1234）因張貼八張成人性交照片的超連結而被判罰款5,000元以及留案底。
7月8日， 《蘋果日報》報導了在7月7日至8日發生「Uwants小朋友挑戰高登反遭起底」的事件。高登討論區和Uwants討論區的會員之間發生網上「戰爭」，涉動員黑客攻擊及「起底組」，後驚動外界介入。6日當天，Uwants論壇上出現名為「大家齊齊聲討高登」的爭議性帖子，以此挑釁高登會員。期後，高登管理員指網站受到非法攻擊而報警，而高登會員對涉事Uwants用戶及「黑客」進行起底，指對方就讀沙田某處的英文中學，並向該校校長投訴。
9月29日，Uwants討論區上出現對東方報業集團的爭議性言論，令Uwants網站被東方入稟法院控告誹謗。《香港獨立媒體》報指，這兩篇文章分別由會員小狼於2009年1月23日刊出，及hevangel於2007年10月12日刊出。內容引用香港七十年代的報章並討論，有「東方報業集團」創辦人馬惜珍因涉嫌販毒潛逃台灣的歴史，有一間香港紙媒攻擊為「白粉報」的由來亦可能源於1970年代該事件。

### 2008年
2月7日《BBC中文網》報導，有Uwants用戶由1月30日凌晨開始，連日不斷公開上載與陳冠希相關的淫穢裸照至Uwants討論區。2月1日凌晨，有4萬個會員通宵登入Uwants，等候新一批淫照流出，令网络大塞车，當晚最高達10萬人次，Uwants伺服器終被瘫痪至第二日凌晨。

### 2010年
6月，Uwants發生網絡釣魚事件，有不法分子冒充Uwants管理員的電郵地址，以套取用戶的個人資料。
10月9日《東方日報》報導，Uwants會員章榮華於2009年4月24日在網站內發放外語電影的侵害版權案件。

### 2012年
3月選特首前，香港討論區、Uwants合搞投票選特首系統，但造成一連串負面事件發生。那時，並非「每個IP及瀏覽器只能投一票」。因而部分梁派洗票者通過作弊的方法進行不公平的投票。22日，「反U汪獨裁者聯盟」發現該系統存在許多錯誤地方(BUG)，質疑結果有假。因而有黑箱作業利益之嫌而引發「唐反梁事件」。在「唐反梁事件」中，部分唐派洗票者亦用了不當手法還擊對手，造成官方停止第一次投票。3月23日中午，特首結果重設新版投票，但隨後有人說洗票BUG還暗藏於程序內，被指破解後便能洗票。該醜聞無阻「689」梁振英當選行政長官。
8月19日，《星島日報》報道，該年5月Uwants網站內有洗黑錢及交易騙案，警方隨後介入調查。
9月，Uwants宣佈會將用戶私人信箱內超過一年的短消息移除。

### 2013年
10月1日，《信報》報導騰訊入股Uwants。由於騰訊的個別人士身份，有傳言指這是反映中方已高度關注香港的資訊數據，部份Uwants會員對此感到憂慮。
10月19日，《太陽報》報導Uwants討論區出現「騙電話案」。手機買賣區出現大量騙子行騙，只有其中一名騙徒失手，未能騙取手機，反而墮入「引蛇出洞局」，被警員當場逮捕。評論聲音認為，像Uwants討論區這種論壇是免費、注冊簡易、缺乏身份驗證的平台，且管理網站的人員沒有全面保障用戶的打算。除騙局外，還有無數的「假交易」、「失蹤」、「玩電話」等不正當的「交易問題」，這些討論區的交易模式無法與世界知名而專業的交易網站相提並論，亦不如雅虎拍賣、ebay等有多年信譽、官方保險，清晰而客觀的規矩和法律保障。

### 2014年
1月21日，Uwants及香港討論區疑安全漏洞危害用戶，令人擔心私隱外洩。Google Chrome、Firefox等多個用戶被警告有危險，指該網站發佈惡意程式。《蘋果日報》報導，該公司承認要搶修系統，但最終沒有回應其他問題。香港高登的林祖舜批評Uwants公司效率差，他稱為大型網站癱瘓近一天屬罕見問題。香港互聯網協會網絡保安及私隱小組召集人楊和生先生指，Uwants討論區及香港討論區的設計有問題。他直言這種程式的漏洞可被駭客利用作殖入惡意程式碼，用戶會是受害者。

### 2015年
1月20日，Uwants Wargame界知名人士的馬駿景（Ricky Ma）因走私槍械被捕，被判監4年。版主「mail_to_justin」（側田）聲言在2006年已認識現時點呀駿，多年來一直維護他。不過，由於呀駿在Hi-Power槍店及SARR槍會的特殊身份，令Uwants會員亦同時關注了問題版主。而案發時，那間位於油麻地現時點商場2樓的氣槍店鋪已轉營「格仔鋪」及易名，並由槍友潘先生（Sam Poon）接手經營，而同時與槍鋪有關的該個亦不復存在。另外，因駿將左輪手槍等涉案物品由泰國經郵局寄返上述店鋪，警方亦曾以涉嫌無牌管有槍械及彈藥罪名將潘生及鄭女二人拘捕。

### 2016年
5月24日《蘋果日報》財經版報導，Uwants公司董事葉永賢和鄭志健炒賣獲利，助長推高樓價的炒風。他們在過去7年來斥資3,376.3萬元在香港購入13項住宅物業，當他們沽出10項並套現4,236.5萬元時獲利逾860萬港元。

### 2018年
7月4日兩岸三地的媒體報導，上海一間服裝店內有一名中國大陸女人於挑選服裝，準備試身的過程中，被人偷偷拍下裸體照片並上載至各大中文討論區。該偷拍者是來自Uwants，而涉事女子的身材和樣子，事件都成為uwants一時熱話。然而，此等未經同意的拍照行為不是發生在香港的話，而是在中國大陸地區就會存有「肖像權」的法律爭議。

## 涉事
- Uwants上反映一部份社會風氣，有討論者不時引發會員之間或與管理員發生衝突。
- Uwants禁言上訴及跟進期只有6個月，期間有個案指該區涉辦案不公。相比香港討論區將同區公開透明的作法，Uwants不允許外人查看該區。但流傳和受害人證言都很多指控存有「莫須有」封號問題。Uwants用戶多時以「分身」或「未知」的封鎖原因。禁言區沒有一般用戶傍聽，第三者不能了解情況；禁言用戶有很多限制，如不能上存相片、有限瀏覽權限等。沒有第三方（如辨護證人）的證言和解釋。「反U汪獨裁者聯盟」表示，除常規處理外，有時會見到「有三不」。版主沒主動提供罪名，有時會回備查詢原因，用戶在回應版主的「問題」時或遭「不回答」、「不友善」、「不合作」為由，版主「不跟進，不解封」，就止結案。
- 管理質素遭網友批評下滑及公器私用。[33]站方單以發帖量及站內其他記錄作考慮，但多數成功案例是由現任版主推薦，而非自薦。如高登、香討等多區香港網民，甚至該站有用戶亦批評站方請了不少沒有現實管理經驗和學歷的人，當中的版主在現實社會中是有「案底」的。[34]有版主聲言自己是義務，站方沒有給予實在福利和管理課程。2009年8月，有人被指黑廂作業，那些版主被指管理及人格問題，而他們以資訊封鎖的方法所屏蔽及刪除，無所不用其極！這種情況造成「内定」的質嫌，亦有用戶以此等不滿單純進行破壞「洗版」，亦有文宣如：「免費勞工，質素一般！」、「Uwants，Uwants，你一定拿『U』。」。
- Uwants的電視廣告宣傳片遭網上批評。其中有Youtube用戶稱：「垃圾而底智的論壇。甚麼討論區？只不過是未成熟的人在爭吵的網站，沒有討論氣氛，很麻煩。全部版主都愛處罰用戶，沒趣和言論自由，有毛病的！」，亦有批評那種「包羅萬有」則為「重量不重質」；「這個網好.....賭錢致上、淫穢不雅、物質主義、BT下載、可以叫人幫忙做起底組.....」。片段一[35]由2007年7月至2017年4月內，有15,035人次點擊，34人中有23人給予「不喜歡」評分；片段二[36]由2007年至2012年內，有1,418人次點擊，評分中，也有3分之2的不喜歡評分。有留言認為良好用戶要附和版主。
- Uwants網站使用條款及聲名上已清晰指出，允許管理員使用單向手法處理問題，而不須先通知用戶。版主亦可隨時修改版規。版主可自行定性用戶有否問題，版主可單獨跟進封禁或封ip用戶後的後續投訴。
- Uwants帶有色情版區[37]、暴力、BT非法下載，甚至有不良政治言論[38]兩地政治文化爭論[39]。有老師認為這網上文化會敗壞校園風氣及荼毒青年心智。而Uwants服務條款已指出，Uwants並不適合18歲以下未成年人士單獨使用。
- 走法律漏洞問題。Uwants資源區可見侵權爭議嚴重，BT種子、網盤下載的將貼；成人貼圖區的貼圖，一般以網路硬碟或外國網站連結的方式將貼。但由於這是「網友提供」，要指控站方提供空間，還是樓主的，這是法律爭議。[40]
- 反Uwants活動和群組問題。[41]違反版規，無視版主、停用及號召他人停用Uwants服務，甚至洗版和洗壇。管理人事在10多年來大部份也是同一班人，沒有換人。2010年代後，加裝程式和驗證碼功能阻礙洗版者及用戶登記的過程變得麻煩。
- 個別版區被指過於嚴厲，普遍不能對等討論。在2009年12月，才有用戶發現版主「不當」，不合版主利益、管治上，或以「新修定」版規（即修即行，修例前後沒通知，修改版規那刻即時生效）直接禁言、封號結案，一直在打壓網上言論自由。
- 問題版主例子。
  - fireman1234，色情版，曾因貼違法淫相被判罰款5,000蚊，及留有案底。
  - motospeeder，Wargame版，曾被指手段過火，鎮壓多，少溝通。
  - 巴士迷，MM2區，刪除版內部分帖子，引起會員不滿，為保面子而自動辭職。
  - KITTY@LE，時事版，被疑政治立場與管理方針同構，再指權限介入其他非由他管理的討論。
  - mail_to_justin，Wargame版，得到小數人力薦上馬後，同樣被指常以禁言或直接禁訪方式打壓相對利益用戶。
  - canon123，意見版，經常以「吹水」為由，屏閉建議和投訴。被封禁的人遭到他「無期調查」方式的一直拖延，在跟進時不回應案情進度。最後常以上述的「三不」而不再跟進和回應。這對異見人士顯然是體制問題。
- Uwants曾被中國大陸的防火長城所封锁。大陸網民會以「翻牆」方式瀏覽。政府沒有回應防火長城問題，網友認為是內容質素良莠不齊，或封銷與敏感香港的政治討論，色情有關，當中的政治評論內容包括反共言論，而有親中時事區版主被指有針對性封鎖的問題，反之亦是。[來源請求]

## 外部資料
官方網站:
- Uwants成人色情區
- Uwants資源交流區
- Uwants 網上電台[註 5]